# Vikasnagar
Vikasnagar là một thành phố và là nơi đặt ban đô thị (municipal board) của quận Dehradun thuộc bang Uttaranchal, Ấn Độ.

## Nhân khẩu
Theo điều tra dân số năm 2001 của Ấn Độ, Vikasnagar có dân số 12.485 người. Phái nam chiếm 53% tổng số dân và phái nữ chiếm 47%. Vikasnagar có tỷ lệ 76% biết đọc biết viết, cao hơn tỷ lệ trung bình toàn quốc là 59,5%: tỷ lệ cho phái nam là 79%, và tỷ lệ cho phái nữ là 73%. Tại Vikasnagar, 12% dân số nhỏ hơn 6 tuổi.